# Lopiena indecora
Lopiena indecora är en fjärilsart som beskrevs av Sergius G. Kiriakoff 1946-1949. Lopiena indecora ingår i släktet Lopiena och familjen tandspinnare. Inga underarter finns listade i Catalogue of Life.